# The Beatles: Get Back
The Beatles: Get Back es un documental dirigido por Peter Jackson que explora la realización del álbum Let It Be de la banda de rock británica The Beatles, cuyo título provisional era Get Back. Con un estreno proyectado para el 25, 26 y 27 de noviembre de 2021, la película se basa en el material originalmente capturado para el documental de 1970 del director Michael Lindsay-Hogg sobre el mencionado álbum. The Beatles: Get Back trata de reconstruir la película de Lindsay-Hogg para mostrar la amistosa camaradería que aún existía entre los miembros del grupo y para desafiar las antiguas afirmaciones que aseguran que los músicos en ese momento tenían una mala relación entre ellos.

## Producción
El proyecto se anunció el 30 de enero de 2019, cuando se cumplía el cincuenta aniversario del concierto de The Beatles en la azotea. El documental emplea las técnicas desarrolladas en Ellos no envejecerán de Jackson para transformar el metraje con técnicas de producción modernas. El equipo del cineasta dispuso de más de 55 horas de metraje y 140 horas de audio procedentes del proyecto original, e incluirá el concierto completo de 42 minutos en la azotea. En referencia a la larga polémica en torno al proyecto original de Get Back, Jackson escribió en un comunicado de prensa que se sentía "aliviado al descubrir que la realidad es muy diferente al mito... Claro que hay momentos de drama, pero ninguno de los desencuentros con los que se ha asociado este proyecto son realmente importantes o extensos".
El proyecto original, cuyo nombre fue cambiado a Let It Be, fue criticado extensivamente por los cuatro miembros del grupo. John Lennon y George Harrison, particularmente, fueron de los más abiertos con respecto a su decepción con el proyecto. Lennon argumentó que “el trabajo de cámara estuvo enfocado en Paul y nadie más... Además, la gente que cortó la película la hicieron mostrando a Paul como si fuese Dios y el resto solo estábamos allí”. Lennon diría que el primer documental fue una de las razones por las que la banda se separó.
La película fue creada con la colaboración de Paul McCartney, Ringo Starr y las viudas de John Lennon (Yoko Ono) y George Harrison (Olivia Harrison). En un comunicado de prensa, McCartney afirmó: "Estoy muy contento de que Peter haya indagado en nuestros archivos para hacer una película que muestra la verdad sobre los Beatles grabando juntos". Starr, por su parte, se hizo eco: "Había horas y horas en las que sólo reíamos y tocábamos música, nada que ver con la película Let It Be que salió [en 1970]. Había mucha alegría y creo que Peter lo demostrará".

## Estreno
El 11 de marzo de 2020, The Walt Disney Studios anunció que había adquirido los derechos de distribución mundial del documental de Jackson. En un principio, Walt Disney Studios Motion Pictures iba a estrenarlo el 4 de septiembre de 2020 en Estados Unidos y Canadá, y posteriormente se estrenaría en todo el mundo. El 12 de junio de 2020, debido a la pandemia de COVID-19, el estreno fue programado para el 25, 26 y 27 de noviembre de 2021.